# Хайнрих XII фон Хонщайн-Клетенберг
Хайнрих XII фон Хонщайн-Клетенберг (на немски: Heinrich XII (XIII) von Honstein-Klettenberg; * 1464/* пр. 1508; † 4 юли 1529, Елрих) е граф на Хонщайн, господар в Клетенберг в Тюрингия.

## Произход
Той е син на граф Ернст IV фон Хонщайн-Клетенберг († 1508) и първата му съпруга Маргарета фон Ройс-Гера († 1497), дъщеря на Хайнрих X „Млади“ фон Гера-Шлайц (1415 – 1451/1452) и графиня Анна фон Хенеберг-Рьомхилд (1424 – 1467). Внук е на граф Хайнрих XI фон Хонщайн-Клетенберг (1402 – 1454) и първата му съпруга Маргарета фон Валдек (1405 – 1464). Баща му се жени втори път 1498 г. за Фелицитас фон Байхлинген († сл. 1498).
Брат е на Ернст V фон Хонщайн-Клетенберг († 1552), граф на Хонщайн (1530 – 1552), Вилхелм фон Хонщайн (1466 – 1541), епископ на Страсбург (1506 – 1541), и Фолкмар Волфганг (1512 – 1580), граф на Хонщайн-Клетенберг-Лаутерберг.
Хайнрих XII фон Хонщайн-Клетенберг умира на 4 юли 1529 г. в Елрих и е погребан във Валкенрид.

## Фамилия
Хайнрих XII фон Хонщайн-Клетенберг се жени за Сузана фон Бикенбах (* пр. 1469; † 19/20 април 1530, погребана във Валкенрид), вдовица на граф Албрехт III фон Мансфелд-Фордерорт († 1484)., дъщеря на граф Конрад VII фон Бикенбах († 1483) и графиня Агнес фон Насау-Висбаден († 1485). Бракът е бездетен.